# بولس السميساطي
(بولس السميساطي كان أحد أبرز الشخصيات المثيرة للجدل في الكنيسة المسيحية المبكرة. ولد في مدينة ساموساطا الواقعة على نهر الْفُرَاتُ، وقد شغل منصب أسقف أنطاكية حوالي عام 260 ميلاديًا. ارتبط اسمه ببدعة لاهوتية تُعرف باسم السميساطية، والتي تبنت وجهات نظر غير تقليدية حول طبيعة المسيح والثالوث المقدس.)

## حياته
ولد بلوس في سميساط، وهي مدينة على نهر الفرات في  تركيا، ضمن عائلة فقيرة، وانتخب أسقفًا لأنطاكية عام 260، وشغل المنصب المدني للنائب دوكيناريوس(أو دوسناريوس) «والي مدني من الدرجة الأولى» (أو مدير مالي بيزنطي).

## تعاليمه ومعتقداته
بولس السميساطي رفض فكرة الثالوث التقليدية، وعوضًا عن ذلك دعا إلى مفهوم "الثالوث الأسماء"، حيث رأى أن الله هو وحدة واحدة دون وجود تمايز بين الأقانيم. بالنسبة له، لم يكن المسيح هو الله المتجسد، بل إنسانًا حاز على الحكمة الإلهية وأصبح مكرمًا بفضل تقواه. تبنى بولس أيضًا نظرية التبني، التي تفيد بأن يسوع كان إنسانًا بحتًا اختاره الله بسبب تقواه، وجعله ابنه بالتبني، رافضًا مفهوم ألوهية المسيح الكاملة.

## الصراع الكنسي وعزله
أثارت تعاليم بولس قلقًا واسعًا بين قادة الكنيسة، وأُقيمت ثلاثة مجامع في أنطاكية بين 264 و268 ميلاديًا لمناقشة تعاليمه. في المجمع الثالث عام 268 م، تم إدانته كهرطوقي وتم عزله من منصب الأسقف. لاحقًا، أصدر مجمع نيقية الأول في 325 ميلاديًا قرارًا يطالب بإعادة تعميد أتباع بولس (البولسيين) الراغبين بالانضمام إلى الكنيسة الكاثوليكية.

## تأثيره اللاحق
رغم إدانة تعاليمه، إلا أن تأثير بولس استمر لعدة قرون من خلال حركة البولسيين في أرمينيا، والذين يُعتقد أنهم تأثروا بمعتقداته. تأثر أيضًا لوسيان الأنطاكي، أحد تلاميذه، والذي كان له أثر على آريوس، مؤسس الآريوسية. ومن هنا يمكن القول أن بولس السميساطي أسس لرؤية مخالفة استمرت لفترة طويلة في تاريخ الكنيسة.
كتب عنه المؤرخ يوسابيوس القيصري في كتابه تاريخ الكنيسة بدعة بولس السميساطي تحت عنوان «بولس السميساطي والبدعة التي أدخلها إلى أنطاكية» فقال:
«بعد أن رأس زيستزس كنيسة روما إحدى عشرة سنة خلفه ديونيسيوس سمى ديونيسيوس الأسكندري، وحوالى نفس الوقت مات ديمتريانوس، في أنطاكية ونال تلك السقفية بولس السميساطي».
«ولأنه كان يعتقد اعتقادات وضيعة عن المسيح أي أنه كان في طبيعته إنساناً عادياً، فقد توسلوا إلى ديونيسيوس الأسكندري ليحضر المجمع»،
«ولما لم يتمكن من الحضور بسبب تقدمه في السن وضعف جسمه أعطى رأيه في الموضوع الذي تحت البحث برسالة أرسلها إليهم، ولكن جميع رعاة الكنائس من كل جهة أسرعوا ليجتمعوا في انطاكية كأنهم قد أجتمعوا ضد مبدد قطيع المسيح».
«من بين الذين حضروا، فرمليانوس العظيم أسقف قيصرية كبادوكية، وألخوان غريغوريوس وأثينودورس، وبعض الرعاة من كنائس بنطس وهيلينوس  أسقف أيبروشية طرسوس ونيكوماس أسقف أيقونية، وعلاوة على هؤلاء هيميناس أسقف كنيسة أورشليم وثيوتكنس أسقف كنيسة قيصرية المجاورة، يضاف إلى هؤلاء مكسيموس الذي رأس ألخوة في بوسترا، وكثيرين آخرين علاوة على القسوس والشمامسة الذين اجتمعوا وقتئذ لنفس الغرض في المدينة السابق ذكرها (أنطاكية) ولكن هؤلاء كانوا أبرزهم».

## علاقته مع زنوبيا ملكة تدمر
وبسبب أن السينودس اجتمع بدون استشارة رجال الدين أو الشعب، كانت سلطته مشكوك فيها، الأمر الذي مكّن بولس السيمساطي، من إدعاء استمرار أسقفيته على أنطاكيا، بسبب علاقته القريبة مع زنوبيا ملكة تدمر في سوريا، والتي قادت حركة إنفصالية ضد روما.
واستمر بولس في شغل مقرّ الأسقفية الأنطاكية لمدة أربع سنوات، حتى أواخر عام 272 م، عندما هزم الإمبراطور أوريليان زنوبيا، وأخضع أنطاكيا للحكم الإمبراطوري الروماني مرة أخرى، وفقد بذلك بولس حمياتها.
وسمح أورليان بعرض القضية أمام المحكمة الخاصة به، رغبة منه في استعادة النظام، كان الحكم معتمداً على حكم أساقفة إيطاليا وروما، بأن يتخلى بولس عن منصبه كأسقف.
وصدر حكم أوريليان ضمن فترة السلام الصغير للكنيسة، وهي فترة 40 عام تقريباً، ازدهرت فيها المسيحية، دون عقوبات رسمية من الحكومة المركزية، وكانت هذه المرة الأولى التي تطلب فيها الكنيسة تدخل الإمبراطور في نزاع داخلي.
لم يعتبر حكم أوريليان تدخلاً بقضايا عقائدية، لأن أورليان «أورليانوس» كان وثنياً بل إنه قام باضطهادات أخرى في وقت لاحق، لكن الحدث شاهد على مكانة المسيحيين الأوائل كمواطنين رومان وعلاقتهم بالحكومة حين لا يكون ثمة اضطهاد.
ولم يهتم الباحثون كثيراً بالتهم التي تضمنتها الرسالة ضد بولس ومنها الاغتصاب والاستيلاء على أشياء بالقوة والتكبر والحياة الفخمة، كذلك اتهمته الرسالة بأنه لم يكتف بأنه كان مرافقاً من «أختين» ناضجتين وجميلتين تلفتان النظر، بل سمح لمشايخه وشمامسته بأن يجروا عقود اتحادات أفلاطونية مع سيدات مسيحيات،  لكن لم تُثر مزاعم حول زيغ فعلي عن العفة، وكان التذمر الوحيد في الرسالة بأن الشكوك كانت تظهر، بين الوثنيين كما هو واضح.

## تعاليمه
إن تعاليم بولس هي شكل من أشكال الموناركية، التي تؤكد على وحدانية الله، وعلّم بولس أن يسوع وُلِدَ مجرد إنسان، لكنه أثناء عماده اندمج فيه اللوغوس الإلهي أو كلمة الله، فلم يكن السميساطي ينظر إلى يسوع على أنه إله – يصير – إنساناً بل إنسان – يصير – إلهاً.
وفي حواره (كتابه) مع سابينوس «خطابات لسابينوس»، الذي لا توجد اليوم غير كسرات منه محفوظة في كتاب ضد الهرطقات منسوب إلى أناستاسيوس، يقول السميساطي:
«بعد أن مُسح من قبل الروح القدس تلقى اللقب الممسوح (أي، خريستوس)، عانى بالتوافق مع طبيعته، قام بالعجائب بالتوافق مع النعمة، لأنه في ثبات شخصيته وتصميمها ربط نفسه مع الله؛ ولأنه حافظ على نفسه نقية من الخطيئة توحد مع الله، فمُنح قدرة أن يمسك بقوة العجاب وسلطانها إن صح القول. بهذه [ الأشياء ] أظهر له أن يتملّك الإرادة ويسيطر عليها، الفعل الأوحد ذاته (مع الله)، فكسب اللقب مخلّص ومنقذ جنسنا».
«صار المخلّص قدوساً وبارّاً؛ وبالجهد والعمل الشاق تغلّب على خطايا سلفنا. بهذه الوسائل نجح في أن يجلب لذاته الكمال، وكان من خلال تميزه الأخلاقي متحداً مع الله؛ فأحرز الفرادة وأن يكونا الشيء ذاته في الإرادة والطاقة (أي، الفعالية) معه [أي، الله] عبر تقدمه في درب الأفعال الخيّرة. وهذا سيتم الحفاظ عليه دونما انفصال (عن الإله)، وهكذا ورث الاسم الذي هو فوق كل الأسماء، جائزة الحب والتعاطف المعطاة بالنعمة له».
«لا تتعجبوا لأن المخلص امتلك إرادة واحدة مع الله. فكما تُظهر الطبيعة مادة كثيرين حتى تدوم باعتبارها واحدة والشيء ذاته، كذلك فإن موقف الحب يقدّم وحدة والشيء ذاته لإرادة تُكشف عبر الوحدة والشيء ذاته للإستحسان والسرورية الجيدة».
كان بولس من أوائل رواد التبني «التبنوية»، قيل أن البوليسيانيين الأرمينيين «بولسيي أرمينيا» التزموا بتعاليمه، وتلقوا اسمهم منه، ومع ذلك، تظهر السجلات التاريخية أن البوليسيانيين تعرضوا للاضطهاد بمرارة بسبب آرائهم الغنوصية والمحرمة أكثر من تمسكهم بالتبني.
ويعتبر تلميذ السميساطي لوقيانس الأنطاكي، على أنه ذا أثر كبير على آريوس مؤسس الآريوسية.
وبعد أن أصبح دومنوس أسقف أنطاكية، تقبَّلَ قانون إيمان كنيسة روما وتبناه، فجعله قانون إيمان كنيسته.